# Hypostomus taphorni
Hypostomus taphorni är en fiskart som först beskrevs av Lilyestrom, 1984.  Hypostomus taphorni ingår i släktet Hypostomus och familjen Loricariidae. Inga underarter finns listade i Catalogue of Life.